# پیتر روسون
پیتر جفری رِوسون (انگلیسی: Peter Jeffrey Revson؛ زادهٔ ۲۷ فوریهٔ ۱۹۳۹ در نیویورک سیتی، ایالت نیویورک، درگذشتهٔ ۲۲ مارس ۱۹۷۴ در میدراند) رانندهٔ مسابقات اتومبیل‌رانی فرمول یک اهل ایالات متحده آمریکا بود که در فصل ۱۹۶۴، و دوباره از فصل ۱۹۷۱ تا ۱۹۷۴ در مجموع در ۳۲ گراند پری شرکت کرد.
او در طول دوران فعالیت خود در فرمول‌یک، ۱ بار مسابقه را از پول پوزیشن آغاز کرد، ۸ بار بر روی سکو رفت، مجموعاً ۲ بار به پیروزی دست یافت و ۶۱ امتیاز را نیز به نام خود به‌ثبت رساند اما هیچ وقت به قهرمانی دست نیافت.
او در دوره مسابقات اتومبیل‌رانی در تیم های لوتوس، تایرل، مک‌لارن و شدو فعال داشته است.
روسون در ۲۲ مارس ۱۹۷۴ بر اثر تصادف رانندگی در زمان آزمایش خودرو در میدراند درگذشت.